# Hans-Jürgen Walter

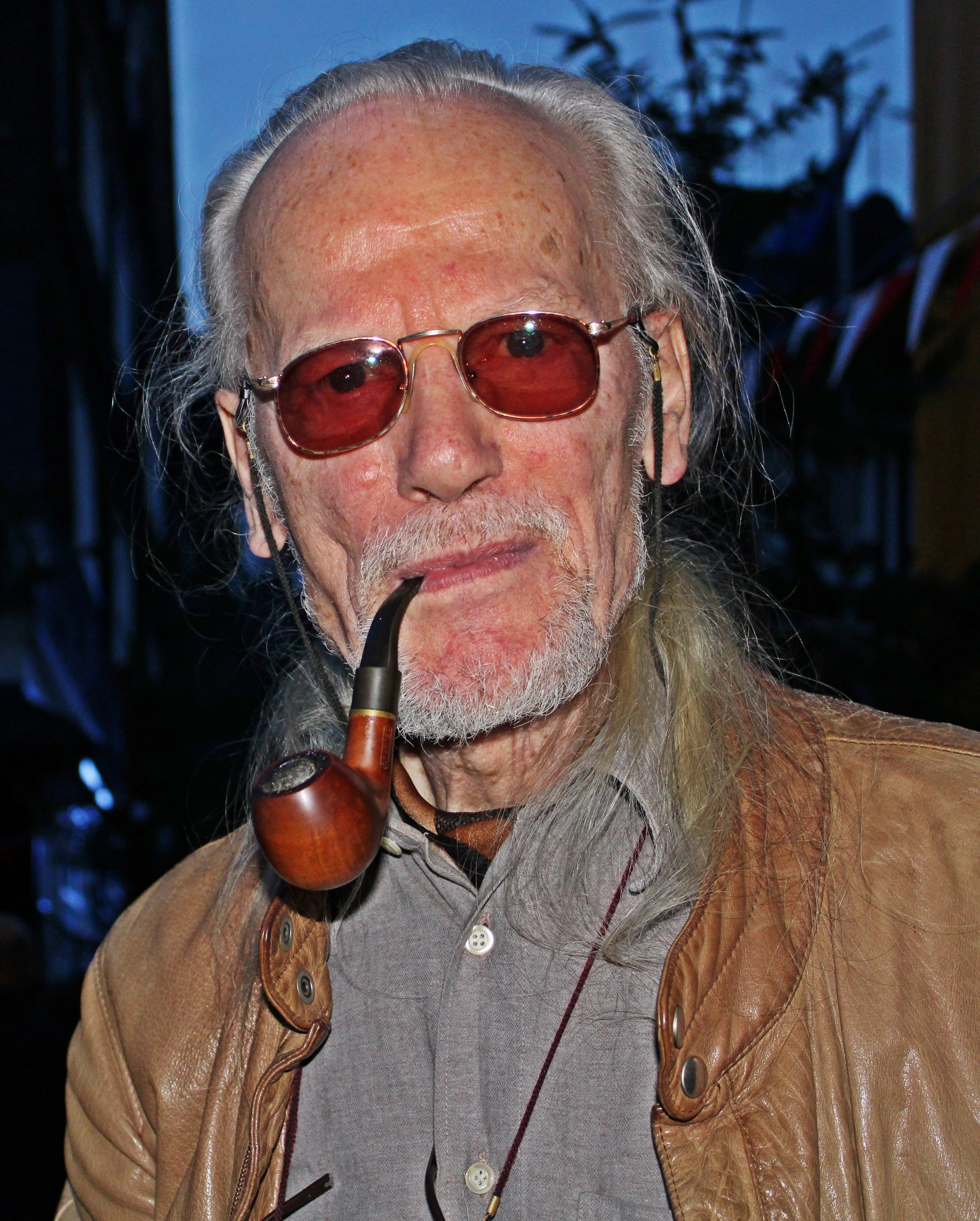
Hans-Jürgen Walter (2019)

Hans-Jürgen P. Walter (* 25. März 1944 in Weidenhausen) gilt als ein Begründer der Gestalttheoretischen Psychotherapie in Deutschland.

## Leben
Walter studierte Psychologie bei den Gestaltpsychologen Edwin Rausch und Friedrich Hoeth an der Universität Frankfurt am Main und promovierte 1977 an der Technischen Universität Darmstadt zum Thema „Die Gestalttheorie als wissenschaftliche Grundlage psychotherapeutischer Praxis und ihre Beziehung zu psychotherapeutischen Ansätzen der Gegenwart“. Walters Ansatz gilt als der gestalttheoretische Beitrag zur Entwicklung einer integrativen Psychotherapie.
Hans-Jürgen Walter war in Österreich und Deutschland in Lehre und Ausbildung tätig. Er ist Ehrenvorsitzender der internationalen Gesellschaft für Gestalttheorie und ihre Anwendungen (GTA) und gehört dem Honorary Board der internationalen multidisziplinären Zeitschrift Gestalt Theory an.

## Schriften
Als Autor
- Die Gestalttheorie als wissenschaftliche Grundlage psychotherapeutischer Praxis und ihre Beziehung zu psychotherapeutischen Ansätzen der Gegenwart. Dissertation, Technische Hochschule Darmstadt, 1977.
- Gestalttheorie und Psychotherapie. D. Steinkopff, Darmstadt 1977, ISBN 3-7985-0479-2; 3. Auflage: Westdeutscher Verlag, Opladen 1994, ISBN 3-531-12621-0.
- Angewandte Gestalttheorie in Psychotherapie und Psychohygiene. Westdeutscher Verlag, Opladen 1996, ISBN 3-531-12855-8.

Als Herausgeber
- Max Wertheimer: Zur Gestaltpsychologie menschlicher Werte. Aufsätze 1934–1940. Hrsg. und kommentiert von Hans-Jürgen Walter. Westdeutscher Verlag, Opladen 1991, ISBN 3-531-12158-8.
- (mit Helmut Boege) Karl Duncker: Erscheinung und Erkenntnis des Menschlichen. Aufsätze 1927–1940. Hrsg. mit kommentierenden und biographischen Beiträgen von Helmut Boege und Hans-Jürgen P. Walter. Krammer, Wien 2008, ISBN 3-901811-26-5.